# Tom Oliver
Tom Oliver es un actor de televisión y teatro inglés-australiano conocido por haber interpretado a Lou Carpenter en la serie australiana Neighbours. Lou es uno de los personajes con más tiempo en la serie y más queridos del público.

## Biografía
Oliver ha estado involucrado en la actuación por más de 44 años.  Antes de convertirse en actor fue jinete, a los 16 años se unió a la Marina Mercante con quienes viajó por todo el mundo asentándose en Sídney en 1956. Poco después Tom enmigró de Inglaterra a Australia en 1963.
En 1973 se casó con la actriz Lynn Rainbow, quien interpretó a Sonia Hunter en Number 96.
Junto al actor Steven Grives comenzó una productora que produjo al película The Right Hand Man, en 1987.

## Carrera
Tom ha aparecido en numerosas series de televisión. 
Entre 1964 y 1977 apareció como invitado en series como Consider Your Veredict, You Can't See Round Corners, UFO, Riptide, Bellbird, Paul Temple, Good Morning, Mr. Doubleday, The Group, Dynasty, Spyforce, Ben Hall, en los dramas policiacos Homicide, Matlock Police y en Division 4 en estas últimas dos interpretó a cuatro personajes diferentes; también participó en series como Silent Number, The Dick Emery Show in Australia, The Outsiders, Skyways y en Glenview High donde interpretó a Mick. En 1977 interpretó varios personajes en la película ABBA: The Movie, entre ellos al guardaespaldas del grupo, un camarero y a un taxista parlanchín.
En 1972 se convirtió en uno de los personajes más populares de Number 96, donde interpretó por dos años a Jack Sellars, el nuevo interés romántico de Janie Somers; su personaje solo iba a aparecer como personaje invitado por tres semanas, pero debido a que la actuación de Oliver impresionó a los creadores de la serie este se convirtió en parte del elenco. Posteriormente volvió a interpretar el mismo pérsonaje en la película.
En 1980 y 1981 interpretó a Ken Pearce en la serie Prisoner. En 1983 apareció en la aclamada miniserie dramática The Dismissal donde interpretó a Reg Withers. 
En 1988 apareció por primera vez en la exitosa serie australiana Neighbours, donde interpretó al pícaro y travieso vendedor de coches Lou Carpenter, posteriormente regresó en enero de 1992 hasta el 1 de mayo de 2015, Tom regresó a la serie brevemente el 2 de diciembre de 2016 después de que su personaje retomara su relación con su exesposa Kathy Carpenter.

## Filmografía

### Series de televisión
| Año               | Título                           | Personaje                | Notas                               |
| ----------------- | -------------------------------- | ------------------------ | ----------------------------------- |
| 1988, 1992 - 2016 | Neighbours                       | Lou Carpenter            | 2,949 episodios                     |
| 1992              | Mother and Son                   | Sergento                 | episodio "The Baby"                 |
| 1989              | Hey Dad..!                       | Mesero                   | episodio "The Cluck of the Draw"    |
| 1988              | The Beachcombers                 | Reportero                | episodio "Local Heroes"             |
| 1983 - 1987       | A Country Practice               | Ross Irving/Stuart Moore | 8 episodios                         |
| 1986              | Call Me Mister                   | Bruce                    | episodio "'Longshot"                |
| 1980, 1984        | Kingswood Country                | Clive Lomas              | 2 episodios                         |
| 1984              | Special Squad                    | Tobin                    | episodio "Code of Silence"          |
| 1983              | The Dismissal                    | Reg Withers              | miniserie                           |
| 1982              | Sons and Daughters               | Andrew Brooks            | tv serie                            |
| 1980 - 1981       | Prisoner                         | Ken Pearce               | 14 episodios                        |
| 1981              | Holiday Island                   | Wally Simmons            | 20 episodios                        |
| 1976 - 1980       | King's Men                       | Det. Sgt. Frank Weston   | 13 episodios                        |
| -                 | Skyways                          | Scott Honeyman           | episodio "'Tippett the Pilot"       |
| 1977              | Glenview High                    | Mick                     | episodio "Plumber's Boy"            |
| 1977              | The Outsiders                    | Artie Fraser             | episodio "Ambush"                   |
| 1977              | The Dick Emery Show in Australia | Varios Personajes        | tv serie                            |
| 1976              | Silent Number                    | Stanton                  | episodio "Paula"                    |
| 1970 - 1975       | Division 4                       | Varios Personajes        | 5 episodios                         |
| 1971 - 1975       | Matlock Police                   | Varios Personajes        | 4 episodios                         |
| 1975              | Ben Hall                         | Long Tom Coffin          | tv serie                            |
| 1972 - 1974, 1975 | Numbre 96                        | Jack Sellars             | tv serie                            |
| 1973              | Spyforce                         | Brian Dorsey             | episodio "The Misfits"              |
| 1970 - 1972       | Homicide                         | Varios Personajes        | 3 episodios                         |
| 1971              | Dynasty                          | Tom Fenwick              | 3 episodios                         |
| 1971              | The Group                        | -                        | episodio "This Week She's Romantic" |
| 1971              | UFO                              | Técnico/Doctor           | 2 episodios                         |
| 1970              | Paul Temple                      | Eddy Bates               | episodio "Right Villain"            |
| 1969, 1970        | Skippy                           | Craig/Tex                | 2 episodios                         |
| 1969 - 1971       | Bellbird                         | Tom Grey                 | tv serie                            |
| 1969              | Good Morning, Mr. Doubleday      | -                        | episodio "A Friend in Need"         |
| 1969              | Riptide                          | Varios Personajes        | 3 episodios                         |
| 1968              | Hunter                           | Hans Felburg             | episodio "The Hans Felburg File"    |
| 1967              | You Can't See Round Corners      | -                        | tv series                           |
| 1964              | Consider Your Verdict            | -                        | episodio "Queen Versus Langdon"     |

### Películas
| Año  | Título                 | Personaje                       | Notas                              |
| ---- | ---------------------- | ------------------------------- | ---------------------------------- |
| 1984 | High Country           | Frank Stacey                    | junto a John Waters y Brett Climo  |
| 1978 | Because He's My Friend | Ian                             | -                                  |
| 1977 | ABBA: The Movie        | Guardaespaldas/Camarero/Taxista | -                                  |
| 1977 | Say You Want Me        | -                               | -                                  |
| 1975 | That Lady from Peking  | Hombre en la Tienda de Café     | -                                  |
| 1974 | Number 96              | Jack Sellars                    | -                                  |
| 1971 | Nickel Queen           | Roy                             | -                                  |
| 1969 | Color Me Dead          | Doctor McDonald                 | -                                  |
| 1967 | Love and War           | Jack Sellars                    | (War 3: Sergeant Musgrave's Dance) |
| 1963 | Summer Holiday         | -                               | -                                  |

### Apariciones
| Año | Programa    | Notas       |
| --- | ----------- | ----------- |
| -   | Play School | presentador |

### Teatro[7]
| Año        | Obra                            | Personaje | Director (a)      | Teatro              | Notas                                                                   |
| ---------- | ------------------------------- | --------- | ----------------- | ------------------- | ----------------------------------------------------------------------- |
| 1990, 1991 | Noises Off                      | -         | Garry McQuinn     | -                   | junto a John Allen, Judi Farr, Kate Turner y Sue Walker                 |
| 1989, 1990 | How the Other Half Loves        | -         | Peter Williams    | Footbridge Theatre  | junto a Donald MacDonald, Peter Rowley, Carole Skinner y Rowena Wallace |
| 1990       | A Night with Robinson Crusoe    | -         | Sandra Bates      | Ensemble Theatre    | junto a Joan Clark, Judith Fisher, Denise Roberts y Barbara Wyndon      |
| 1989       | Curtains                        | -         | Wayne Harrison    | Northside Theatre   | junto a Colleen Clifford, Maggie Dence, Judi Farr y David Whitney       |
| 1988       | Time and Time Again             | -         | Sandra Bates      | Ensemble Theatre    | junto a Gillian Axtell, Paul Bertram, Marion Sandberg y Steven Tandy    |
| 1988       | Breaking the Code               | -         | Wayne Harrison    | Northside Theatre   | junto a Joseph Clements, Peter Collingwood, Reg Gillam y John Krummel   |
| 1984       | Season's Greetings              | -         | John Krummel      | Marian St. Theatre  | junto a Paul Bertram, Ron Haddrick, Jennifer Hagan y Judi Farr          |
| 1982       | The Price                       | -         | Hayes Gordon      | Ensemble Theatre    | junto a Max Cullen, Susan Kramer y Desmond Tester                       |
| 1982       | Night and Day                   | -         | Terence Clarke    | Canberra Theatre    | junto a Leslie Dayman, Finbar Leong y Paul Williams                     |
| 1980       | Family Circles                  | -         | Alastair Duncan   | Marian St. Theatre  | junto a Mark Hashfield, Jill Howard, Liz Marshall y John Stone          |
| 1978       | Father's Day                    | -         | Tom Troupe        | Mayfair Theatre     | junto a Carole Cook, Anne Haddy, Donald MacDonald y Patrick Ward        |
| 1978       | The Club                        | -         | Simon Chilvers    | Playhouse Theatre   | junto a Ron Graham, Ron Haddrick y Andrew McFarlane                     |
| 1977       | Away Match                      | -         | Alastair Duncan   | Marian St. Theatre  | junto a Vincent Ball, Lynn Rainbow y Sue Walker                         |
| 1976       | A Handful of Friends            | -         | Rodney Fisher     | Russell St. Theatre | junto a Julie Hamilton, Gerard Maguire, Lyndel Rowe y Kate Sheil        |
| 1971       | Three Months Gone               | -         | Rick Billinghurst | Russell St. Theatre | junto a Monica Maughan, Martin Phelan y Ross Thompson                   |
| 1967       | [The Homecoming]                | -         | John Clark        | Old Tote Theatre    | junto a Alice Fraser, John Krummel, Charles Little y Frank Taylor       |
| 1965       | The Business of Good Government | -         | -                 | -                   | junto a Don Crosby, Nigel Lovell, Helen Morse y Owen Weingott           |
| 1965       | The Birthday Party              | -         | -                 | Independent Theatre | junto a Letty Craydon y John Ewart                                      |
| 1965       | The Knack                       | -         | Eli Ask           | Phillip Theatre     | junto a Janne Coghlan, Reg Livermore y Peter Whitford                   |
| -          | Cactus Flower                   | -         | -                 | -                   | -                                                                       |

## Premios y nominaciones
| Año | Categoría             | Premio                               | Serie | Resultado |
| --- | --------------------- | ------------------------------------ | ----- | --------- |
| -   | Best Supporting Actor | Australian Film and Television Award | -     | Nominado  |
| -   | Best Supporting Actor | Australian Film and Television Award | -     | Nominado  |
| -   | Best Supporting Actor | Australian Film and Television Award | -     | Nominado  |